# EV3
EV3 е третият албум на американската група „Ен Воуг“, издаден през юни 1997 година от Eastwest Records и Elektra Records. Албумът достига осма позиция в класацията „Билборд 200“ за албуми. Албумът е с общи продажби от 1 милион копия в САЩ и получава платинен статус.

## Списък с песните

### Стандартно издание
1. Whatever – 4:20
2. Don't Let Go (Love) – 4:52
3. Right Direction – 5:07
4. Damn, I Wanna Be Your Lover – 5:24
5. Too Gone, Too Long – 4:42
6. You're All I Need – 3:36
7. Let It Flow – 5:38
8. Sitting by Heaven's Door – 4:34
9. Love Makes You Do Thangs – 4:27
10. What a Difference a Day Makes – 4:12
11. Eyes of a Child – 4:32
12. Does Anybody Hear Me – 3:09

### Интернационално издание
1. I've Got Your Gun – 4:19

### Японско издание
1. It's About Love – 5:12
2. Keep Your Money – 4:18